# Нидернхаузен

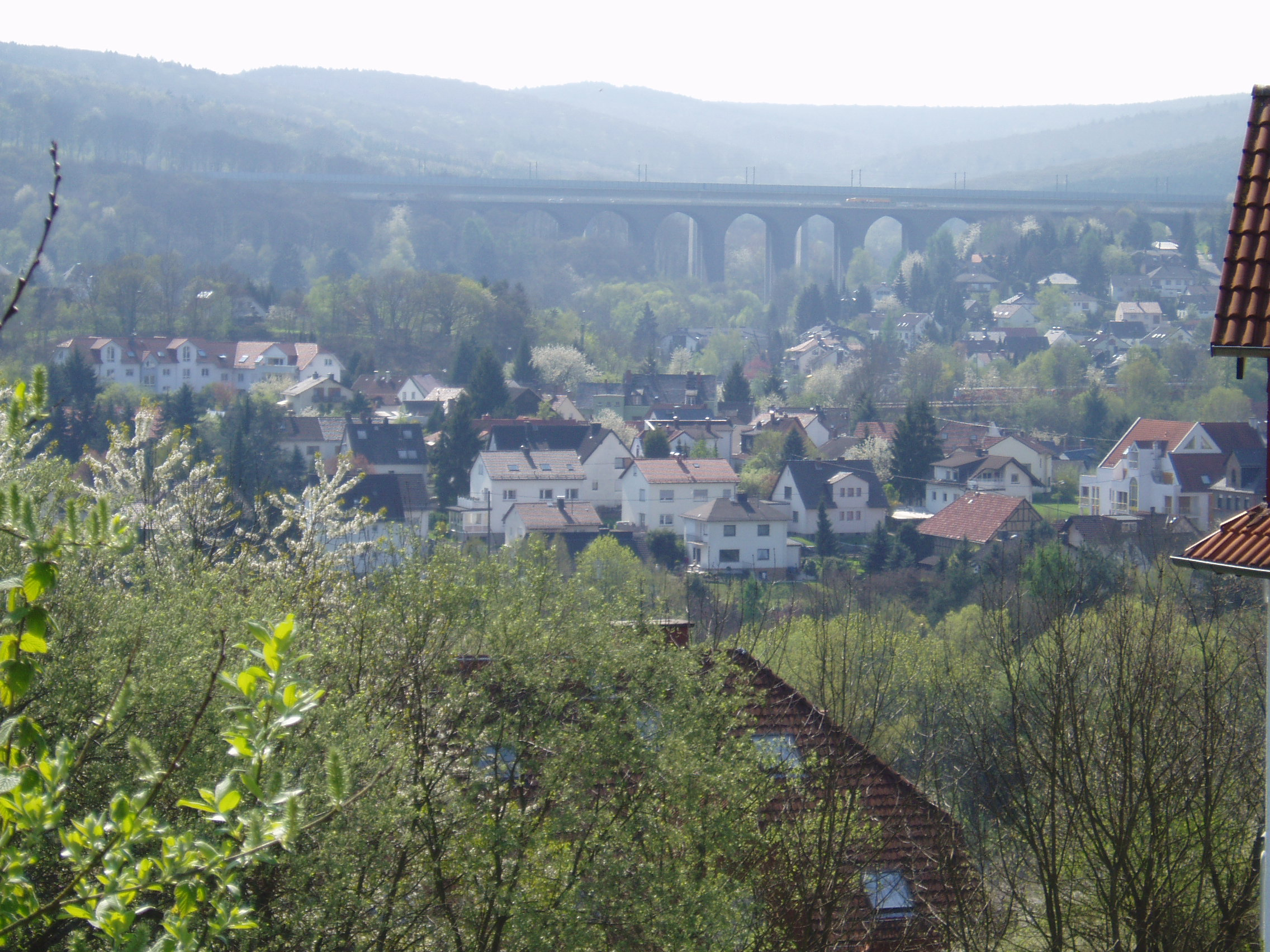
Нидернхаузен

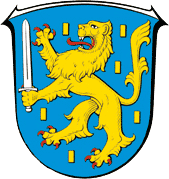
Нидернхаузен

Нидернхаузен (нем. Niedernhausen) — община в Германии, в земле Гессен. Подчиняется административному округу Дармштадт. Входит в состав района Райнгау-Таунус.  Население составляет 14 468 человек (на 31 декабря 2010 года). Занимает площадь 35,25 км².